# Spa 24-timmars

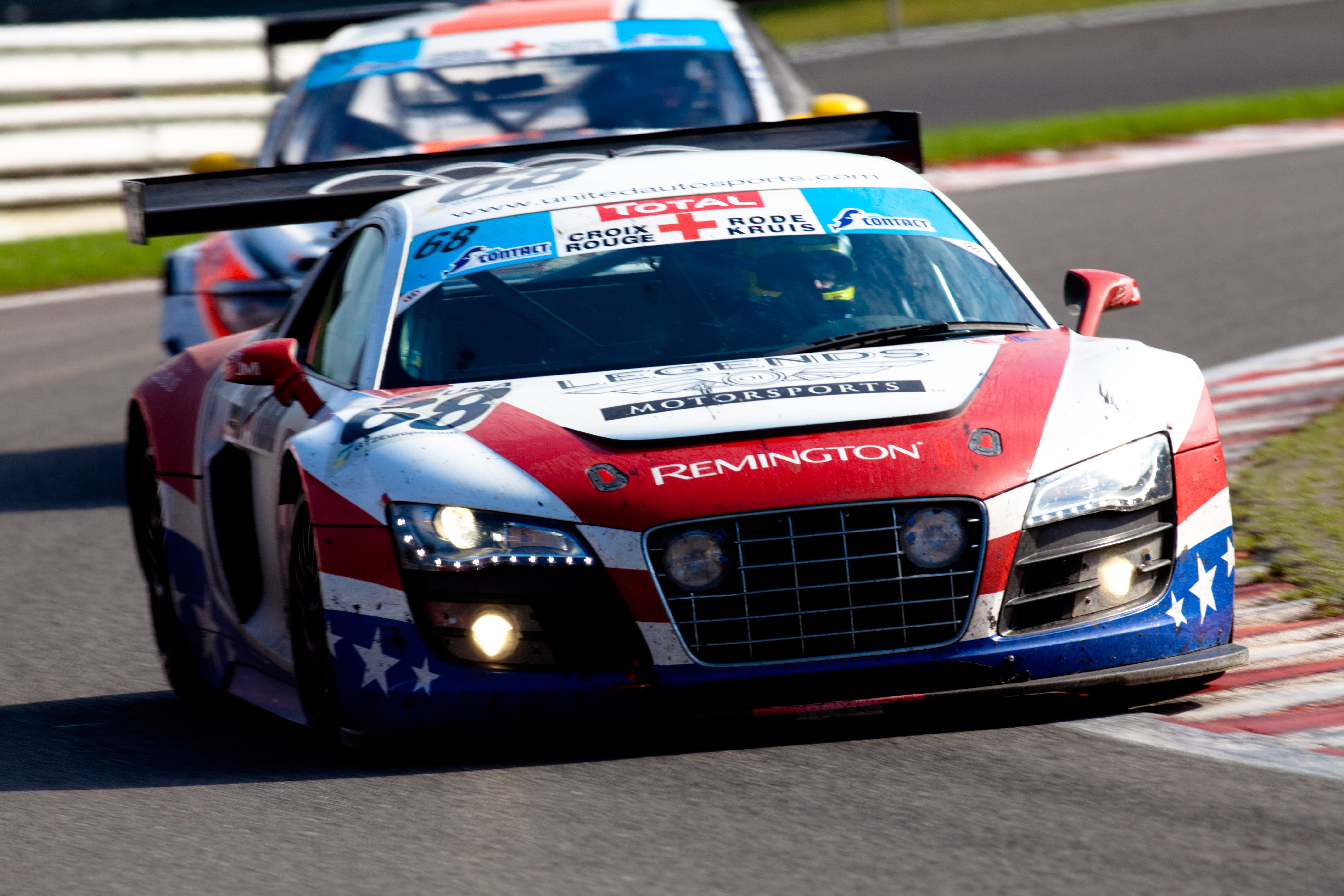
En Audi R8 LMS på Spa 2010.

Spa 24-timmars är en långdistanstävling för bilar som körs på Circuit de Spa-Francorchamps i Belgien.

## Historia
Den första 24-timmarstävlingen kördes på Spa 1924, ett år efter det första Le Mans-loppet. Tävlingen hölls på en 14 km lång sträcka av allmän landsväg mellan städerna Francorchamps, Malmedy och Stavelot. Problem med säkerheten på den öppna landsvägsbanan gjorde att en särskild bana byggdes och stod klar 1979.
Spa 24-timmars var en deltävling i ETCC mellan 1966 och 1988. 1953 och 1981 var loppet en deltävling i sportvagns-VM. Under sextio- och sjuttiotalet kördes istället Spa 1000 km i sportvagnsmästerskapet. 
Efter ETCC:s kollaps 1988 fortsatte Spa 24-timmars att köras, eftersom det var den främsta långdistanstävlingen för standardvagnar. Sedan 2001 har tävlingen körts med GT-vagnar.

## Vinnare
| År             | Förare                                                               | Bil                              | Sträcka        | Medelhastighet | Gren/ Mästerskap                                                      |
| -------------- | -------------------------------------------------------------------- | -------------------------------- | -------------- | -------------- | --------------------------------------------------------------------- |
| 14 km bana     |                                                                      |                                  |                |                |                                                                       |
| 1924           | Henri Springuel Maurice Becquet                                      | Bignan 2L                        |                |                | Sportvagn                                                             |
| 1925           | André Lagache René Léonard                                           | Chenard & Walcker                |                |                | Sportvagn                                                             |
| 1926           | André Boillot Louis Rigal                                            | Peugeot 174S                     |                |                | Sportvagn                                                             |
| 1927           | Robert Sénéchal Nicolas Caerels                                      | Excelsior                        |                |                | Sportvagn                                                             |
| 1928           | Boris Ivanowski Attilio Marinoni                                     | Alfa Romeo 6C 1500 S             |                |                | Sportvagn                                                             |
| 1929           | Robert Benoist Attilio Marinoni                                      | Alfa Romeo 6C 1750SS             |                |                | Sportvagn                                                             |
| 1930           | Attilio Marinoni Pietro Ghersi                                       | Alfa Romeo 6C 1750GS             |                |                | Sportvagn                                                             |
| 1931           | Dimitri Djordjadze Goffredo Zehender                                 | Mercedes-Benz SSK                |                |                | Sportvagn                                                             |
| 1932           | Antonio Brivio Eugenio Siena                                         | Alfa Romeo 8C 2300LM             |                |                | Sportvagn                                                             |
| 1933           | Louis Chiron Luigi Chinetti                                          | Alfa Romeo 8C 2300LM             |                |                | Sportvagn                                                             |
| 1934           | Jean Desvignes Norbert Mahé                                          | Bugatti Type 44                  |                |                | Sportvagn                                                             |
| 1935           | Ingen tävling                                                        | Ingen tävling                    | Ingen tävling  | Ingen tävling  | Ingen tävling                                                         |
| 1936           | Francesco Severi Raymond Sommer                                      | Alfa Romeo 8C 2900A              |                |                | Sportvagn                                                             |
| 1937           | Ingen tävling                                                        | Ingen tävling                    | Ingen tävling  | Ingen tävling  | Ingen tävling                                                         |
| 1938           | Carlo Pintacuda Francesco Severi                                     | Alfa Romeo 8C 2900B              |                |                | Sportvagn                                                             |
| 1939 till 1947 | Inga tävlingar                                                       | Inga tävlingar                   | Inga tävlingar | Inga tävlingar | Inga tävlingar                                                        |
| 1948           | St John Horsfall Leslie Johnson                                      | Aston Martin 2-Litre Sports      |                |                | Sportvagn                                                             |
| 1949           | Luigi Chinetti Jean Lucas                                            | Ferrari 166 MM                   |                |                | Sportvagn                                                             |
| 1950 till 1952 | Inga tävlingar                                                       | Inga tävlingar                   | Inga tävlingar | Inga tävlingar | Inga tävlingar                                                        |
| 1953           | Giuseppe Farina Mike Hawthorn                                        | Ferrari 375 MM                   |                |                | Sportvagns-VM                                                         |
| 1954 till 1963 | Inga tävlingar                                                       | Inga tävlingar                   | Inga tävlingar | Inga tävlingar | Inga tävlingar                                                        |
| 1964           | Robert Crevits Gustave Gosselin                                      | Mercedes-Benz 300SE              | 3962,100 km    | 164,825 km/h   | Standardvagn                                                          |
| 1965           | Pascal Ickx Gérard Langlois van Ophem                                | BMW 1800 Ti/SA                   | 3812,591 km    | 158,855 km/h   | Standardvagn                                                          |
| 1966           | Hubert Hahne Jacky Ickx                                              | BMW 2000ti                       | 4048,368 km    | 168,681 km/h   | ETCC                                                                  |
| 1967           | Jean-Pierre Gaban Norbert Van Assche                                 | Porsche 911                      | 4052,883 km    | 168,867 km/h   | ETCC                                                                  |
| 1968           | Erwin Kremer Willi Kauhsen Helmut Kelleners                          | Porsche 911                      | 4004,827 km    | 166,867 km/h   | ETCC                                                                  |
| 1969           | Guy Chasseuil Claude Ballot-Léna                                     | Porsche 911                      | 4272,231 km    | 187,006 km/h   | ETCC                                                                  |
| 1970           | Günther Huber Helmut Kelleners                                       | BMW 2800CS                       | 4252,407 km    | 177,183 km/h   | ETCC                                                                  |
| 1971           | Dieter Glemser Alex Soler-Roig                                       | Ford Capri RS 2600               | 4385,100 km    | 182,690 km/h   | ETCC                                                                  |
| 1972           | Jochen Mass Hans-Joachim Stuck                                       | Ford Capri RS 2600               | 4498,436 km    | 187,431 km/h   | ETCC                                                                  |
| 1973           | Toine Hezemans Dieter Quester                                        | BMW 3.0 CSL                      | 4422,980 km    | 184,290 km/h   | ETCC                                                                  |
| 1974           | Jean Xhenceval Alain Peltier Pierre Dieudonné                        | BMW 3.0 CSi                      | 4147,289 km    | 172,804 km/h   | Standardvagn                                                          |
| 1975           | Pierre Dieudonné Jean Xhenceval Hughes de Fierlandt                  | BMW 3.0 CSi                      | 4249,270 km    | 177,053 km/h   | Standardvagn                                                          |
| 1976           | Jean-Marie Detrin Nico Demuth Charles Van Stolle                     | BMW 3.0 CSL                      | 4087,904 km    | 170,329 km/h   | ETCC                                                                  |
| 1977           | Eddy Joosen Jean-Claude Andruet                                      | BMW 530i                         | 4083,835 km    | 170,159 km/h   | ETCC                                                                  |
| 1978           | Gordon Spice Teddy Pilette                                           | Ford Capri III 3.0S              | 4315,594 km    | 179,816 km/h   | ETCC                                                                  |
| 7 km bana      |                                                                      |                                  |                |                |                                                                       |
| 1979           | Jean-Michel Martin Philippe Martin                                   | Ford Capri III 3.0S              | 3083,632 km    | 128,485 km/h   | ETCC                                                                  |
| 1980           | Jean-Michel Martin Philippe Martin                                   | Ford Capri III 3.0S              | 2952,318 km    | 123,013 km/h   | ETCC                                                                  |
| 1981           | Tom Walkinshaw Pierre Dieudonné                                      | Mazda RX-7                       | 3183,952 km    | 132,737 km/h   | Sportvagns-VM                                                         |
| 1982           | Hans Heyer Armin Hahne Eddy Joosen                                   | BMW 528i                         | 3132,224 km    | 130,808 km/h   | ETCC                                                                  |
| 1983           | Thierry Tassin Hans Heyer Armin Hahne                                | BMW 635 CSi                      | 3333,726 km    | 130,808 km/h   | ETCC                                                                  |
| 1984           | Tom Walkinshaw Hans Heyer Win Percy                                  | Jaguar XJ-S                      | 3055,485 km    | 131,091 km/h   | ETCC                                                                  |
| 1985           | Roberto Ravaglia Gerhard Berger Marc Surer                           | BMW 635 CSi                      | 3470,000 km    | 144,344 km/h   | ETCC                                                                  |
| 1986           | Dieter Quester Thierry Tassin Altfrid Heger                          | BMW 635 CSi                      | 3463,060 km    | 144,232 km/h   | ETCC                                                                  |
| 1987           | Jean-Michel Martin Didier Theys Eric van de Poele                    | BMW M3                           | 3338,140 km    | 139,908 km/h   | WTCC                                                                  |
| 1988           | Altfrid Heger Dieter Quester Roberto Ravaglia                        | BMW M3                           | 3532,460 km    | 146,929 km/h   | ETCC                                                                  |
| 1989           | Gianfranco Brancatelli Win Percy Bernd Schneider                     | Ford Sierra RS Cosworth          | 3338,140 km    | 139,130 km/h   | Standardvagn                                                          |
| 1990           | Fabien Giroix Johnny Cecotto Markus Oestreich                        | BMW M3                           | 3247,920 km    | 135,330 km/h   | Standardvagn                                                          |
| 1991           | Anders Olofsson David Brabham Naoki Hattori                          | Nissan Skyline GT-R              | 3587,980 km    | 149,456 km/h   | Standardvagn                                                          |
| 1992           | Steve Soper Jean-Michel Martin Christian Danner                      | BMW M3                           | 3560,220 km    | 148,947 km/h   | Standardvagn                                                          |
| 1993           | Christian Fittipaldi Uwe Alzen Jean-Pierre Jarier                    | Porsche 911 RSR                  | 2154,904 km    | 144,667 km/h   | Standardvagn                                                          |
| 1994           | Roberto Ravaglia Thierry Tassin Alexander Burgstaller                | BMW 318is                        | 3625,960 km    | 151,047 km/h   | Standardvagn                                                          |
| 1995           | Joachim Winkelhock Steve Soper Peter Kox                             | BMW 320i                         | 3612,532 km    | 150,531 km/h   | Standardvagn                                                          |
| 1996           | Jörg Müller Thierry Tassin Alexander Burgstaller                     | BMW 320i                         | 3507,821 km    | 145,956 km/h   | Standardvagn                                                          |
| 1997           | Didier de Radigues Marc Duez Eric Hélary                             | BMW 320i                         | 3372,680 km    | 140,252 km/h   | Standardvagn                                                          |
| 1998           | Marc Duez Eric van de Poele Alain Cudini                             | BMW 318i                         | 3344,807 km    | 139,344 km/h   | Standardvagn                                                          |
| 1999           | Frédéric Bouvy Emmanuel Collard Anthony Beltoise                     | Peugeot 306 GTI                  | 3428,427 km    | 142,588 km/h   | Standardvagn                                                          |
| 2000           | Frédéric Bouvy Kurt Mollekens Didier Defourny                        | Peugeot 306 GTI                  | 3330,870 km    | 138,686 km/h   | Standardvagn                                                          |
| 2001           | Christophe Bouchut Jean-Philippe Belloc Marc Duez                    | Chrysler Viper GTS-R             | 3679,104 km    | 152,999 km/h   | FIA GT                                                                |
| 2002           | Christophe Bouchut Sébastien Bourdais David Terrien Vincent Vosse    | Chrysler Viper GTS-R             | 3654,059 km    | 152,019 km/h   | FIA GT                                                                |
| 2003           | Stéphane Ortelli Marc Lieb Romain Dumas                              | Porsche 911 GT3 RS               | 3327,613 km    | 138,557 km/h   | FIA GT                                                                |
| 2004           | Luca Cappellari Fabrizio Gollin Lilian Bryner Enzo Calderari         | Ferrari 550 Maranello            | 3888,144 km    | 161,974 km/h   | FIA GT                                                                |
| 2005           | Michael Bartels Timo Scheider Eric van de Poele                      | Maserati MC12                    | 4000,896 km    | 166,638 km/h   | FIA GT                                                                |
| 2006           | Michael Bartels Andrea Bertolini Eric van de Poele                   | Maserati MC12                    | 4092,961 km    | 171,034 km/h   | FIA GT                                                                |
| 2007           | Mike Hezemans Fabrizio Gollin Jean-Denis Deletraz Marcel Fässler     | Chevrolet Corvette C6.R          | 3726,660 km    | 155,241 km/h   | FIA GT                                                                |
| 2008           | Michael Bartels Andrea Bertolini Eric van de Poele Stéphane Sarrazin | Maserati MC12                    | 4041,885 km    | 168,096 km/h   | FIA GT                                                                |
| 2009           | Anthony Kumpen Kurt Mollekens Mike Hezemans Jos Menten               | Chevrolet Corvette C6.R          | 3915,795 km    | 163,12 km/h    | FIA GT                                                                |
| 2010           | Romain Dumas Jörg Bergmeister Wolf Henzler Martin Ragginger          | Porsche 911 GT3 RSR              | 3789,164 km    | 157,88 km/h    | FIA GT2-EM                                                            |
| 2011           | Mattias Ekström Timo Scheider Gregory Franchi                        | Audi R8 LMS                      | 3817,180 km    | 158,90 km/h    | Blancpain Endurance Series                                            |
| 2012           | Andrea Piccini René Rast Frank Stippler                              | Audi R8 LMS ultra                | 3565,036 km    | 148,40 km/h    | Blancpain Endurance Series                                            |
| 2013           | Bernd Schneider Maximilian Götz Maximilian Buhk                      | Mercedes-Benz SLS AMG GT3        | 3950,256 km    | 164,594 km/h   | Blancpain Endurance Series                                            |
| 2014           | Laurens Vanthoor René Rast Markus Winkelhock                         | Audi R8 LMS ultra                | 3691,108 km    | 153,732 km/h   | Blancpain Endurance Series                                            |
| 2015           | Nick Catsburg Lucas Luhr Markus Palttala                             | BMW Z4 GT3                       | 3754,144 km    | 156,423 km/h   | Blancpain Endurance Series                                            |
| 2016           | Philipp Eng Maxime Martin Alexander Sims                             | BMW M6 GT3                       | 3719,403 km    | 154,975 km/h   | Blancpain GT Series Endurance Cup Intercontinental GT Challenge       |
| 2017           | Jules Gounon Christopher Haase Markus Winkelhock                     | Audi R8 LMS                      | 3824,184 km    | 159,341 km/h   | Blancpain GT Series Endurance Cup Intercontinental GT Challenge       |
| 2018           | Tom Blomqvist Philipp Eng Christian Krognes                          | BMW M6 GT3                       | 3579,044 km    | 149,127 km/h   | Blancpain GT Series Endurance Cup Intercontinental GT Challenge       |
| 2019           | Michael Christensen Kévin Estre Richard Lietz                        | Porsche 911 GT3 R                | 2542,45 km     | 105,78 km/h    | Blancpain GT Series Endurance Cup Intercontinental GT Challenge       |
| 2020           | Earl Bamber Nick Tandy Laurens Vanthoor                              | Porsche 911 GT3 R                | 3691,10 km     | 153,7 km/h     | Intercontinental GT Challenge GT World Challenge Europe Endurance Cup |
| 2021           | Côme Ledogar Nicklas Nielsen Alessandro Pier Guidi                   | Ferrari 488 GT3 Evo              | 3894,22 km     | 162,0 km/h     | Intercontinental GT Challenge GT World Challenge Europe Endurance Cup |
| 2022           | Jules Gounon Daniel Juncadella Raffaele Marciello                    | Mercedes-AMG GT3 Evo             | 3754,14 km     | 156,2 km/h     | Intercontinental GT Challenge GT World Challenge Europe Endurance Cup |
| 2023           | Philipp Eng Marco Wittmann Nick Yelloly                              | BMW M4 GT3                       | 3761,14 km     | 156,7 km/h     | Intercontinental GT Challenge GT World Challenge Europe Endurance Cup |
| 2024           | Mattia Drudi Marco Sørensen Nicki Thiim                              | Aston Martin Vantage AMR GT3 EVO | 3347.91 km     | 139.2 km/h     | Intercontinental GT Challenge GT World Challenge Europe Endurance Cup |
| 2025           | Mirko Bortolotti Luca Engstler Jordan Pepper                         | Lamborghini Huracán GT3 Evo 2    | 3845,19 km     | 160,2 km/h     | Intercontinental GT Challenge GT World Challenge Europe Endurance Cup |